# Plaza (Dakota del Nord)
Plaza és una població dels Estats Units a l'estat de Dakota del Nord. Segons el cens del 2000 tenia 167 habitants.

## Demografia
Segons el cens del 2000, Plaza tenia 167 habitants, 80 habitatges, i 47 famílies. La densitat de població era de 57,6 hab./km².
Dels 80 habitatges en un 25% hi vivien nens de menys de 18 anys, en un 50% hi vivien parelles casades, en un 6,3% dones solteres, i en un 41,3% no eren unitats familiars. En el 38,8% dels habitatges hi vivien persones soles el 25% de les quals corresponia a persones de 65 anys o més que vivien soles. El nombre mitjà de persones vivint en cada habitatge era de 2,09 i el nombre mitjà de persones que vivien en cada família era de 2,77.
Per edats la població es repartia de la següent manera: un 23,4% tenia menys de 18 anys, un 3% entre 18 i 24, un 27,5% entre 25 i 44, un 19,2% de 45 a 60 i un 26,9% 65 anys o més.
L'edat mediana era de 43 anys. Per cada 100 dones de 18 o més anys hi havia 109,8 homes.
La renda mediana per habitatge era de 22.143 $ i la renda mediana per família de 29.063 $. Els homes tenien una renda mediana de 24.107 $ mentre que les dones 14.375 $. La renda per capita de la població era de 14.356 $. Entorn del 4,1% de les famílies i el 7,3% de la població estaven per davall del llindar de pobresa.

## Poblacions més properes
El següent diagrama mostra les poblacions més properes.